# Інгібітор ароматази
Інгібітори ароматази (ІА) — це клас лікарських засобів, що використовуються для лікування раку молочної залози у жінок у постменопаузі та у чоловіків, а також для лікування гінекомастії у чоловіків. Вони також можуть використовуватись поза показаннями для зменшення конверсії естрогену при екзогенному прийомі тестостерону. Їх також можна використовувати для хіміопрофілактики у жінок з високим ризиком раку молочної залози.
Ароматаза — це фермент, який каталізує ключовий етап ароматизації в синтезі естрогену. Він перетворює енонове кільце андрогенних попередників, таких як тестостерон, на фенол, завершуючи синтез естрогену. Таким чином, ІА є інгібіторами синтезу естрогену. Оскільки ріст гормонально-позитивних видів раку молочної залози та яєчників залежать від естрогену, ІА приймаються або для блокування продукції естрогену, або для блокування його дії на рецептори.

## Медичне використання

### Рак
На відміну від пременопаузи, коли більша частина естрогену виробляється в яєчниках, під час постменопаузі він виробляється переважно в периферичних тканинах організму. Оскільки деякі види раку молочної залози реагують на естроген, зниження вироблення естрогену (в жировій тканині молочної залози) за допомогою інгібіторів ароматази виявилося ефективним методом лікування гормоночутливого різновиду цієї пухлини у постменопаузі. ІА зазвичай не використовуються для лікування раку молочної залози у пременопаузі, оскільки до менопаузи зниження рівня естрогену активує гіпоталамус-гіпофізарну систему для збільшення секреції гонадотропіну, що, у свою чергу, стимулює яєчники до збільшення вироблення андрогенів. Підвищений рівень гонадотропіну також посилює регуляцію промотора ароматази, збільшуючи вироблення ароматази в умовах підвищеного рівня андрогенного субстрату. Це протидіяло б ефекту інгібітора ароматази у жінок у пременопаузі, оскільки загальний рівень естрогену збільшувався б.
Поточні напрямки клінічних досліджень включають оптимізацію ад'ювантної гормональної терапії у жінок у постменопаузі з раком молочної залози. Тамоксифен традиційно був препаратом вибору, але дослідження ATAC (Аримідекс, Тамоксифен окремо [Alone] або в комбінації [Combination]) показало, що у жінок з локалізованим естроген-рецептор-позитивним раком молочної залози, які отримували анастрозол, мали кращі результати, ніж група тамоксифену.
Випробування ІА, що використовуються як допоміжна терапія для запобігання рецидиву після операції з приводу раку молочної залози, показують, що вони пов'язані з кращою виживаністю без захворювання, ніж тамоксифен, але декілька клінічних досліджень показали, що ІА мають загальну перевагу в виживаності порівняно з тамоксифеном, і немає вагомих доказів того, що вони переносяться краще.

### Гінекомастія
Інгібітори ароматази були схвалені для лікування гінекомастії у дітей та підлітків.

### Індукція овуляції
Для лікування незрозумілого жіночого безпліддя було запропоновано стимуляцію яєчників інгібітором ароматази летрозолом для індукції овуляції. У багатоцентровому дослідженні, що фінансувалося Національним інститутом здоров'я та розвитку дитини, стимуляція яєчників летрозолом призвела до значно нижчої частоти багатоплідної вагітності (тобто близнюків або трійнят), але також до нижчої частоти живонароджень порівняно з гонадотропіном, але не з кломіфеном.

## Побічні ефекти
У жінок побічні ефекти включають підвищений ризик розвитку остеопорозу та захворювань суглобів, таких як артрит, артроз та біль у суглобах. Чоловіки, схоже, не мають такого ефекту на здоров'я кісток. Іноді для запобігання остеопорозу призначають бісфосфонати, але вони також мають інший серйозний побічний ефект — остеонекроз щелепи. Оскільки статини мають ефект зміцнення кісток, поєднання статину з ІА може допомогти запобігти переломам та можливим серцево-судинним ризикам, без потенційного виникнення остеонекрозу щелепи. До найпоширеніших побічних ефектів, пов'язаних із застосуванням ІА, належать зниження швидкості дозрівання та росту кісток, безпліддя, агресивна поведінка, надниркова недостатність, ниркова недостатність, випадіння волосся та дисфункція печінки. Пацієнти з порушеннями функції печінки, нирок або надниркових залоз мають підвищений ризик розвитку побічних ефектів.

## Механізм дії

ІА, які часто використовуються для лікування раку у жінок у постменопаузі, блокуючи перетворення андростендіону та тестостерону на естрон та естрадіол відповідно. Естрон та естрадіол мають вирішальне значення для росту раку молочної залози (ІА також ефективні для лікування раку яєчників, але рідше). На діаграмі надниркова залоза (1) вивільняє андростендіон (3), тоді як яєчники (2) секретують тестостерон (4). Обидва гормони потрапляють до периферичних тканин або клітин молочної залози (5), де вони перетворюються на естрон (8) або естрадіол (9), якби не альфа-інгібітори (7), які запобігають ферменту CYP19A1 (також відомому як ароматаза або естрогенсинтаза) (6) каталізувати реакцію, що перетворює андростендіон та тестостерон на естрон та естрадіол. На діаграмі частина А відображає успішне перетворення андростендіону та тестостерону на естрон та естрадіол у печінці. Частина B представляє блокування цього перетворення інгібіторами ароматази як у периферичних тканинах, так і в самій пухлині молочної залози.

ІА діють шляхом пригнічення дії ферменту ароматази, який перетворює андрогени на естрогени шляхом процесу, який називається ароматизацією. Оскільки тканина молочної залози стимулюється естрогенами, зменшення їх вироблення є способом зниження ризику рецидиву пухлини.
Основним джерелом естрогену в пременопаузі є яєчники, тоді як у постменопаузі більша частина естрогену в організмі виробляється в периферичних тканинах (поза ЦНС), а також у кількох ділянках ЦНС у різних ділянках мозку. В цих тканинах естроген виробляється та діє локально, але будь-який циркулюючий естроген, який має системний естрогенний вплив у чоловіків та жінок, є результатом виходу естрогену з місцевого метаболізму та поширення його в кровоносну систему.

## Типи
Існує два типи інгібіторів ароматази, схвалених для лікування раку молочної залози:
- Незворотні стероїдні інгібітори, такі як екземестан (Аромазин), утворюють постійний та дезактивуючий зв'язок з ферментом ароматази.
- Нестероїдні інгібітори, такі як триазоли анастрозол (Арімідекс) та летрозол (Фемара), пригнічують синтез естрогену шляхом оборотної конкуренції.

## Представники

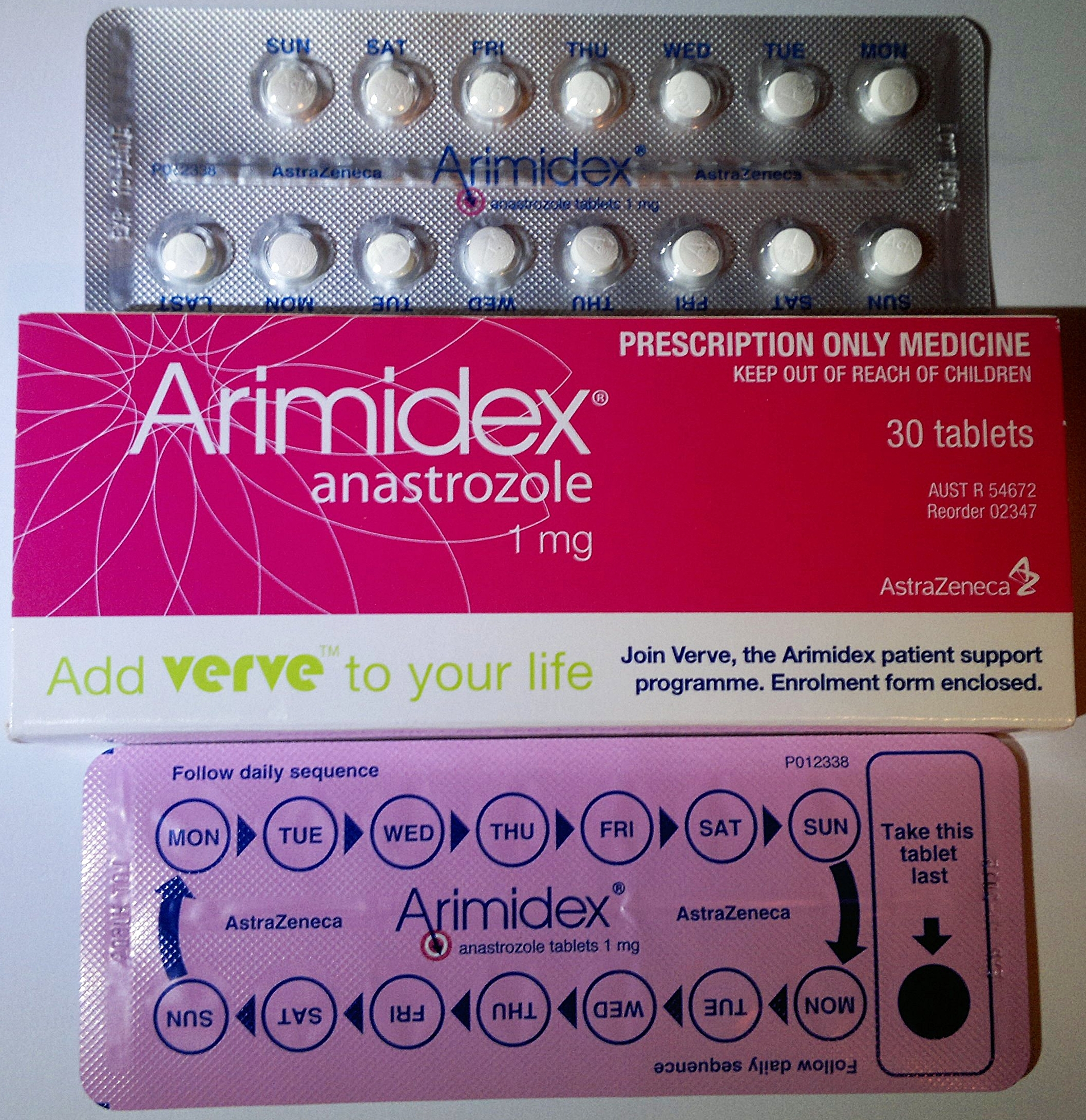
Таблетки Арімідекс (анастрозол) 1 мг

Інгібітори ароматази (ІА) включають:

### Неселективні
- Аміноглютетимід (Еліптен, Цитадрен, Оріметен)
- Тестолактон (Теслак)

### Селективні
- Анастрозол (Арімідекс)
- Летрозол (Фемара)
- Екземестан (Аромазин)
- Ворозол (R-76713; Рівізор)
- Форместан (Лентарон)
- Фадрозол (Афема)

### Селективність невідома
- 1,4,6-Андростатрієн-3,17-діон (ATD)
- 4-андростен-3,6,17-тріон («6-OXO»)

Окрім фармацевтичних ІА, деякі природні речовини мають подібну дію, як-от листя даміани.

## Історія
Розробку інгібіторів ароматази вперше започаткувала робота британської фармакологині Анджели Броді з Медичної школи Університету Меріленду, яка вперше продемонструвала ефективність Форместану в клінічних випробуваннях у 1982 році. Препарат вперше з'явився на ринку в 1994 році.
Були проведені дослідження для вивчення використання ІА для стимуляції овуляції, а також для пригнічення вироблення естрогену. Було показано, що вони зменшують вікове зниження рівня тестостерону, включаючи первинний гіпогонадизм. Було показано, що екстракти деяких грибів пригнічують ароматазу за допомогою, причому білі гриби продемонстрували найбільшу здатність пригнічувати цей фермент. ІА також експериментально використовувалися для лікування підлітків із затримкою статевого дозрівання.

## Дослідження
Дослідження показують, що звичайні печериці мають антиароматазні властивості і, отже, можливу антиестрогенну активність. У 2009 році дослідження харчових звичок 2018 жінок на південному сході Китаю показало, що ті, які споживали понад 10 грамів свіжих грибів або понад 4 грами сушених грибів на день, мали приблизно на 50 % нижчу захворюваність на рак молочної залози. У китаянок, які вживали гриби та зелений чай, захворюваність на рак молочної залози була на 90 % нижчою. Однак дослідження було відносно невеликим (у ньому брали участь 2018 пацієнток) та обмежувалося жінками південно-східного Китаю.
Було виявлено, що екстракт трави даміани (Turnera diffusa) пригнічує активність ароматази, включаючи ізольовані сполуки піноцембрин та акацетин.

## Природні інгібітори ароматази
| Назва виду         | Загальна назва         | Сім'я                   | Тип     |
| ------------------ | ---------------------- | ----------------------- | ------- |
| Aesculus glabra    | Огайський конський кай | Гіпокастанові           | Рослина |
| Пекарня двоспорова | Грибок-ґудзики         | Агарикові (Agaricaceae) | Грибок  |
| Allium sp.         | Біла цибуля            | Лілійні                 | Рослина |
| Альпінія пурпурата | Червоний імбир         | Цингерберові            | Рослина |
| Капустяна олійна   | Цвітна капуста         | Хрестоцвіті             | Рослина |